# Ferdinand von Hompesch zu Bolheim
Ferdinand von Hompesch zu Bolheim (Bolheim, Zülpich, 9 de noviembre de 1744 - Montpellier, 12 de mayo de 1805) fue el 71.ᵉʳ Gran maestre de la Orden de Malta, habiendo sido el primer alemán electo que ocupó ese cargo. Durante su maestrazgo la Orden de Malta perdió su hogar en la isla, después de haber gobernado allí desde 1530. Esto marcó efectivamente el fin de su soberanía como Estado independiente, que databa del tiempo de las Cruzadas.

## Biografía
Ferdinand von Hompesch nació en el pueblo de Bolheim, ahora parte de la ciudad de Zülpich. Recibió los nombres bautismales de Ferdinand Joseph Antoine Herman Louis y fue admitido en la Orden de Malta el 10 de julio de 1761, a la edad de 14 años, por lo que necesitó una dispensa de la Santa Sede, sirviendo además como paje del Gran maestre Manuel Pinto da Fonseca.
Hacia 1768 fue promovido al grado de castellán, y en 1770 había llegado al grado de teniente, siendo responsable de la inspección de los barcos y fortificaciones de la Orden. En 1774 le fue asignada la responsabilidad de las municiones de la isla, y hacia 1775 Ferdinand von Hompesch fue nombrado embajador de la Orden de Malta en la corte del Sacro Imperio Romano Germánico, situada en Viena, cargo que ocupó durante los  25 años siguientes.
En 1776 fue elevado también al rango de portador de la Gran Cruz, haciéndolo un miembro del Consejo de la Orden, y durante este período hizo grandes esfuerzos por unir la rama protestante de la Orden de Malta, que se había desarrollado en Alemania, con la rama católica de la Orden, que había quedado postrada debido a la oposición de los caballeros alemanes. 
En los años siguientes, recibió el cargo de comandante en Rothenburg (1777), seguido por el mismo en Herford (1783), Basilea, Sulz, Colmar, Mülhausen (1786) y Villingen, en la Selva Negra (1796). Y en este último año fue nombrado Gran administrador de la lengua con base en Brandeburgo.
El 17 de julio de 1797, Hompesch fue elegido Gran maestre de la Orden de Malta, lo que lo convirtió en un Príncipe de la Iglesia, y como Gran maestre, elevó los pueblos de Żabbar, Żejtun y Siġġiewi al rango de ciudades.
En 1798 Ferdinand von Hompesch fue advertido de que la flota francesa que navegaba hacia Egipto, al mando del general Napoleón Bonaparte, intentaría atacar también la Isla de Malta, pero el gran maestre ignoró la advertencia y no tomó ninguna medida para reforzar las defensas de la isla.
El 6 de junio de 1798, un escuadrón avanzado de la flota francesa alcanzó la isla de Malta, y a un barco francés se le permitió entrar al puerto para que fuera reparado. Y tres días más tarde, el 9 de junio, llegó el grueso de la flota francesa a Malta. Conviene señalar que Napoleón Bonaparte disponía de 29 000 hombres contra los 7000 del gran maestre maltés.
El general Bonaparte solicitó la libre entrada de su flota entera a la isla de Malta con el pretexto de poder abastecerse de agua. Pero von Hompesch respondió que sólo podrían hacerlo dos barcos franceses a la vez. Y como el general Bonaparte consideró esto una provocación, ordenó la invasión de las islas de la Orden.
El 10 de junio de 1798, la flota francesa comenzó a desembarcar sus fuerzas, que fueron apoyadas al mismo tiempo por una insurrección local que pretendía librarse de los caballeros de Malta. Y además las reglas de la Orden prohibían luchar contra compañeros cristianos, por lo que muchos de los miembros franceses de la Orden no quisieron combatir contra los galos. 
Ferdinand von Hompesch capituló ante Napoleón el 11 de junio. Y al día siguiente se firmó un tratado por el que la Orden renunciaba a su soberanía sobre la isla de Malta y la entregaba al Directorio que en esos momentos gobernaba en Francia. A cambio, la República Francesa acordó «emplear todas sus influencias ante el Congreso de Rastatt para procurar un Principado para el Gran maestre, equivalente a aquel que renuncia». A von Hompesch se le prometió también una pensión anual, y dejó Malta dirigiéndose hacia Trieste el 18 de junio, donde estableció el nuevo cuartel general de la Orden.
Renunció al maestrazgo de la Orden de Malta el 6 de julio de 1799, y se mudó a Ljubljana. Y en 1804 se trasladó a la ciudad francesa de Montpellier, donde murió de asma un año después, el 12 de mayo de 1805. Hoy en día está enterrado en la iglesia de Santa Eulalia de la ciudad de Montpellier. 
| Predecesor: Emmanuel de Rohan-Polduc | Gran maestre de la Orden de Malta 1797 - 1799 | Sucesor: Pablo I de Rusia (de facto) |